# Phalombe
Phalombe   este un oraș  în  Malawi. Este reședința  districtului  Phalombe.